# 理查·坎德
理查·布魯斯·坎德（英語：Richard Bruce Kind，1956年11月22日—），美國演員。他的代表作是在情景喜劇《為卿而狂》中飾演的「Dr. Mark Devanow」，以及在《政界小人物》中飾演的「Paul Lassiter」。他出生在一個猶太人家庭。